# Piramide di Anthony

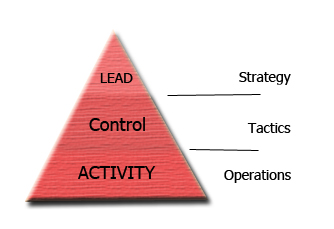
Il Modello della Piramide di Anthony

In economia aziendale e ingegneria gestionale la piramide di Anthony (inglese: Anthony's pyramid, o, più raramente, Robert Anthony's pyramid) è un sistema di classificazione per l'organizzazione di imprese e industrie ovvero un modello gerarchico di comportamento organizzativo aziendale che ha influenzato fortemente il pensiero manageriale.

## Modello
Essa, come una comune "piramide sociale" del tipo delle caste indiane o del vassallaggio europeo, si articola su tre livelli di decrescente importanza: al primo, e più alto, livello della piramide si trova il livello strategico, al secondo quello tattico e al terzo quello operativo.
Il principale motivo di questa disposizione è, secondo R. Anthony, l'autore dell'omonima piramide, che i tre diversi livelli hanno obiettivi gestionali o operativi di diversa lunghezza temporale e quindi di diversa importanza nel destino della società della quale fanno parte. Difatti il livello strategico ha obiettivi a lungo termine, quello tattico a medio termine e quello operativo a breve termine.
In parole povere il livello strategico si occupa di decidere gestionalmente le sorti dell'azienda, il livello tattico di organizzare le decisioni del livello sovrastante e di trasmetterle al livello operativo che progetta, crea e vende i prodotti e i servizi dell'azienda al grande pubblico.

### Rapporto tra i livelli
Questi livelli, a differenza di quelli sociali, sono tra loro aperti e interscambiabili: un buon operaio o impiegato può salire di grado nell'azienda e conseguentemente di livello; un discorso analogo si può fare con le tecnologie impiegate nella gestione aziendale: l'informatica è passata velocemente negli ultimi due decenni dal livello operativo, ovvero di sostituzione delle minori capacità di calcolo umane, a quello strategico grazie al suo crescente livello di innovazione e utilizzo in tutti i campi del vivere quotidiano.